# 扎斯塔瓦武器公司
扎斯塔瓦武器公司（羅馬化：Zastava oružje），是塞尔维亚的一家军工企业，始建于1853年。总部位于舒马迪亚州克拉古耶瓦茨，是塞尔维亚的主要军火生产商与国防支柱。扎斯塔瓦武器公司面向40多个国家生产并出口各类军工产品。扎斯塔瓦（Застава）在塞爾維亞語中意爲「旗幟」。

## 历史
1853年10月27日，四门四磅炮与两门短榴弹炮成功走下生产线，标志着扎斯塔瓦武器公司的成立。并在经历了1856年至1860年期间对设备的多次升级后，具备了生产全套通用零件的武器。
1878年，塞尔维亚发射14.9mm大口径弹药的Piboduša Model 1870 Peabody步枪已经过时，迫切需要一种新的武器来取代它。在1879年的一次竞标中，一种毛瑟1871型步枪的衍生型号Mauser-Milovanović 1878/80型步枪脱颖而出，成为了塞尔维亚新一代制式步枪。
在1924年和1925年这两年，政府与比利时FN签署了合同允许其生产毛瑟M24步枪以及7.92×57毫米毛瑟弹，并建立了相关生产工厂。弹药工厂于1928年3月22日开始运转，而生产步枪和弹药的工厂与10月15日（克拉古耶瓦茨首次铸造大炮75周年）开始运转。1930年，扎斯塔瓦从捷克斯洛伐克的那里获得了M1929信号手枪的生产许可证，后又在捷克斯洛伐克国营布尔诺兵工厂获得了ZB26式轻机枪的生产许可。
扎斯塔瓦武器公司在第二次世界大战中损失惨重，但在1944年10月21日古耶瓦茨解放后只经过几个月的修复便恢复到了正常的工作状态，并于同年研发了扎斯塔瓦M1944冲锋枪。
战后，扎斯塔瓦的首个产品便是仿制于M24步枪的M48毛瑟步枪，1953年开始生产以M48为基础的各类气枪与运动步枪。1954年开始生产霰弹枪与小口径步枪，以及扎斯塔瓦M53通用机枪。1964年开始批量生产扎斯塔瓦M59半自动步枪。
1964年，开始研发基于卡拉什尼科夫自动步枪的自动步枪，并于1967年研发出了扎斯塔瓦M67突击步枪和7.62mm×39mm M67步枪弹。之后由此衍生出的扎斯塔瓦M70突击步枪被南斯拉夫大量装备。M70步枪还拥有使用7.62×51mm NATO和5.56×45mm NATO的型号
在1991年至1995年的南斯拉夫内战期间，联合国对从南斯拉夫实行经济制裁和武器禁运，生产因此被迫放缓。1999年，扎斯塔瓦遭到了北约的轰炸。
2005年，扎斯塔瓦武器公司进行了一次重组。
2013年，塞尔维亚政府决定将国防工业的债务转变为国有股份，其中扎斯塔瓦武器公司的债务最多，超过8000万欧元，然而由于该决定被无限期推迟，使得扎斯塔瓦成为了塞尔维亚负债最多的国防工业公司。
2017年，塞尔维亚投资970万欧元用于工厂的现代化升级，以满足国防工业的需要。
2019年，扎斯塔瓦武器美国（Zastava Arms USA）成立，成为扎斯塔瓦产品在美国市场的独家进口和分销商。截至2019年6月，公司的税收债务增至8500万欧元，总债务约为1.45亿欧元。
尽管2019年新冠肺炎肆虐，但在2020年扎斯塔瓦的枪支增产20%，达成交易额9500万美元。买家主要来自亚非国家和美国。

## 相关
- 南斯拉夫人民军
- 塞尔维亚武装力量